# Елмвуд-Парк (Іллінойс)
Елмвуд-Парк (англ. Elmwood Park) — селище (англ. village) в США, в окрузі Кук штату Іллінойс. Населення — 24 521 особа (2020).

## Географія
Елмвуд-Парк розташований за координатами 41°55′21″ пн. ш. 87°48′59″ зх. д. / 41.92250° пн. ш. 87.81639° зх. д. (41.922464, -87.816317).  За даними Бюро перепису населення США в 2010 році селище мало площу 4,94 км², уся площа — суходіл.

## Демографія
Згідно з переписом 2010 року, у селищі мешкали 24 883 особи в 9461 домогосподарстві у складі 6354 родин. Густота населення становила 5037 осіб/км².  Було 10090 помешкань (2042/км²).
Расовий склад населення:
| - 84,8 % — білих - 2,3 % — азіатів - 1,9 % — чорних або афроамериканців - 0,3 % — корінних американців - 8,4 % — осіб інших рас |

До двох чи більше рас належало 2,2 %. Частка іспаномовних становила 23,0 % від усіх жителів.
За віковим діапазоном населення розподілялося таким чином: 20,8 % — особи молодші 18 років, 65,3 % — особи у віці 18—64 років, 13,9 % — особи у віці 65 років та старші. Медіана віку мешканця становила 39,0 року. На 100 осіб жіночої статі у селищі припадало 91,5 чоловіків;  на 100 жінок у віці від 18 років та старших — 88,3 чоловіків також старших 18 років.
Середній дохід на одне домашнє господарство  становив 70 080 доларів США (медіана — 56 196), а середній дохід на одну сім'ю — 81 008 доларів (медіана — 66 715). Медіана доходів становила 51 195 доларів для чоловіків та 38 954 долари для жінок. За межею бідності перебувало 9,2 % осіб, у тому числі 8,9 % дітей у віці до 18 років та 11,4 % осіб у віці 65 років та старших.
Цивільне працевлаштоване населення становило 12 176 осіб. Основні галузі зайнятості: освіта, охорона здоров'я та соціальна допомога — 20,7 %, роздрібна торгівля — 13,3 %, науковці, спеціалісти, менеджери — 11,9 %.